# SITA
SITA - це багатонаціональна компанія з інформаційних технологій, що надає ІТ та телекомунікаційні послуги галузі повітряного транспорту. Компанія надає свої послуги приблизно 400 членам та 2800 клієнтам у всьому світі, що, на її думку, становить близько 90% світового авіаперевезення. У всьому світі майже кожен пасажирський рейс покладається на технологію SITA.

## Історія
SITA або Société Internationale de Télécommunications Aéronautiques була заснована в лютому 1949 року одинадцятьма авіакомпаніями з метою досягнення економічної ефективності спільної інфраструктури шляхом поєднання їх комунікаційних мереж. Одинадцятьма оригінальними авіакомпаніями були: Air France, KLM, Sabena, Swissair, TWA, British European Airways Corporation (BEAC), British Overseas Airways Corporation (BOAC), British South American Airways (BSAA), шведський AGAerotransport, Danish Air Lines та Норвезькі повітряні лінії. SITA була першою компанією, яка обробляла трафік даних в режимі реального часу через мережу з комутацією пакетів через загальні лінії орендованого зв'язку.

### Розширення
У 1989 р. Системи комп'ютерного бронювання, виробники аерокосмічної галузі, туроператори, експедитори, органи аеропортів та інші організації в галузі повітряного транспорту почали приєднуватися до SITA як члени. Сьогодні компанія пропонує ряд ІТ-рішень, а також інфраструктурні та комунікаційні послуги для галузі повітряного транспорту, розвинувшись з перших днів надання лише мережевих послуг.
В даний час SITA працює в понад двох сотнях країн і територій, і серед її клієнтів є авіакомпанії, аеропорти, авіаперевезення - міжнародні експедитори, подорожі та розподіл - глобальні системи розподілу, уряди, аерокосмічна промисловість, наземне обслуговування та контроль повітряного руху.
SITA - одна з найрізноманітніших компаній на міжнародному рівні, яка має сильну місцеву присутність в офісах по всьому світу, а персонал розмовляє понад 60 різними мовами.

## Структура компанії
SITA належить членам галузі повітряного транспорту, які складають Правління SITA та Раду SITA. Компанія має повноваження співпрацювати з авіаційним транспортним співтовариством на благо всіх членів. Це включає співпрацю з галузевими органами, такими як IATA, ACI та регіональними асоціаціями, з метою вирішення загальних галузевих питань за допомогою використання ІТ та телекомунікаційні послуги шляхом розробки систем громад, галузевих стандартів та спільної інфраструктури для авіації. SITA також проводить галузеві опитування, включаючи ІТ-тенденції авіакомпаній, Тенденції розвитку аеропорту та Пасажирські ІТ-дослідження, а також спільно з ІАТА над звітом про багаж галузі.

### Дочірні компанії
SITA ДЛЯ ЛІТАКІВ
Заснована в 2005 році як OnAir, SITA FOR AIRCRAFT пропонує бортові рішення для підключення, що дозволяють пасажирам підключатися до Інтернету на таких пристроях, як ноутбуки та смартфони, а також здійснювати та приймати телефонні дзвінки та текстові повідомлення; і доступ до бездротових розваг під час польоту. OnAir у поєднанні з авіаційним бізнесом SITA у 2015 році забезпечував кокпіт і кабіну, а також авіаційні операції, включаючи e-Aircraft, і відомий як SITAONAIR.

CHAMP Cargosystems
CHAMP - це ІТ-компанія, яка працює виключно у галузі авіаперевезень вантажів, надаючи послуги перевізникам та дистриб'юторам. У листопаді 2011 року CHAMP придбав TRAXON Europe, електронну авіаперевезення вантажів, з метою підготовки до нових ініціатив Міжнародної асоціації повітряного транспорту (IATA), таких як IATA e-freight та Cargo iQ.
У липні 2020 року TAP Air Cargo впровадив API CHAMP для подальшого збагачення своїх клієнтських програм.

Авіарето
Авіарето - спільне підприємство між SITA та ірландським урядом. Авіарето та Міжнародна організація цивільної авіації (ІКАО), наглядовий орган Міжнародного реєстру, домовились, що Авіарето створить і управлятиме Міжнародним реєстром мобільних активів.

## Товари та послуги
Портфельні послуги SITA включають:
- Операції в аеропортах, включаючи повне управління, безпеку та безпеку аеропорту

- Експлуатація літаків, включаючи оперативний зв’язок, послуги електронних літаків *, напр. для EFB) та під час польоту

- Обробка багажу

- Вантажні операції

- Комерційне управління, включаючи розподіл, тарифи та ціни, оптимізацію доходів та голосові зв’язки та конвергенцію

- Служби платформи та даних, включаючи гібридні мережі, оперативний зв’язок аеропорту, обмін повідомленнями в громадах та управління інфраструктурою

- Обробка пасажирів

- Управління кордонами

Спільні інфраструктури SITA включають AirportHub, AirportConnect, CUTE та BagMessage Services, а також системи обробки пасажирів, бронювання та тарифів.
- підтримка провайдера MSN: Їх внутрішня мережа зв'язку (SITA-NET) роками робилася загальнодоступною провайдером MSN (The Microsoft Network) безкоштовно телефоном, який користувачі мали використовувати для реєстрації облікового запису MSN. IP-адреса, призначена користувачеві під час реєстрації MSN, була частиною SITA-NET.

## Системи та стандарти громади
Системи громад, що надаються SITA для галузі повітряного транспорту, включають:
- WorldTracer - відстеження багажу

- CUTE: Емулятор терміналів загального користування - загальні послуги реєстрації та посадки пасажирів

- BagMessage - глобальний обмін повідомленнями про багаж стандарту IATA

- Тип B - обмін повідомленнями за стандартом IATA

- iBorders - рішення щодо управління кордонами

- Cargo Community System - глобальний електронний обмін даними

- PassengerHandler - загальна система реєстрації виїзду, система скидання багажу та посадки

З метою спрощення зв'язку та процесів для повітряного транспорту, SITA співпрацює з близько 20 галузевими органами та комітетами зі стандартів для встановлення стандартів. Компанія має приблизно 40 учасників у 55 різних робочих групах із встановлення стандартів. Організації, з якими працює SITA, включають IATA, Air Cargo Inc, Airlines for America, ICAO та FAA, а також AAAE, ACC, Асоціацію європейських авіаліній, CANSO, OpenTravel Alliance, ITU, Світову митну організацію та Світову торгову організацію. До робочих груп, до яких бере участь SITA, належать IATA Type X, IATA Common Use, ATA e-Business, ICAO AFSG, ACI ACRIS та Eurocontrol SWIM. Приклади стандартів включають:
- Обмін повідомленнями (ADS-B, зв’язок типу X, Aero-ID та самообслуговування загального користування)

- Відстежуваність (AutoID)

- Транспортна безпека (Центр даних управління кордонами)

- Управління пасажирами (система обробки пасажирів загального користування - CUPPS)

## Дослідження та розвиток
Досягненнями компанії є:
- Перший кіоск iPad, де продаються квитки

- Перший додаток для доповненої реальності для авіакомпанії

- Механізм соціального бронювання та реєстрації на Facebook з глибокою інтеграцією в соціальні мережі

- Управління пасажиропотоком в аеропортах за допомогою геолокалізації

- Мобільний портал під час польоту, розроблений разом з OnAir

- Найменший у світі повнофункціональний кіоск реєстрації

- Перше рішення для падіння мішків для пасажирів (яке дозволяє використовувати один лічильник падіння мішка для обслуговування пасажирів від декількох авіакомпаній)

- Технологія CUPPS (Common Processing Processing System), яка замінює стандарт реєстрації та посадки CUTE (Common Use Terminal Equipment), який використовується сьогодні. SITA співпрацювала з IATA та іншими органами, щоб впровадити цю можливість, що дозволить заощадити галузі повітряного транспорту мільйони доларів.

- Перший постачальник послуг, який пройшов сертифікацію відповідності CUPPS та успішно завершив свою пілотну програму CUPPS.

- SITA співпрацює з діловим партнером Orange Business Services у спільних проектах, а також бере участь у галузевих дослідницьких програмах e-Cab, Total Airport, SWIM та SESAR. Крім того, компанія фокусується на інституційних та академічних дослідженнях за допомогою команд університетів MIT, Кембриджа та Монреаля.